# 沈演
沈演（1566年—1638年），字叔敷，號何山，浙江湖州府烏程縣人，明朝政治人物，進士出身。

## 生平
萬曆十九年（1591年）順天鄉試第一名舉人。萬曆二十年（1592年）與兄沈㴶同登進士，都察院觀政，八月授南京工部主事，二十二年調南京兵部，丁憂歸。二十六年補北工部主事，管器皿厂，調任禮部主事，升员外郎，养病，二十九年丁憂。三十二年補原职，三十四年升任禮部精膳司郎中。萬曆三十六年（1608年）十一月升任福建右參政兼僉事，三十八年三月致仕。四十二年起任江西右参政。萬曆四十六年（1618年）七月升任山西按察使，萬曆四十七年（1619年）三月升福建右布政使。泰昌元年（1620年）擔任陝西左布政使。
天啟三年（1623年）擔任順天府府尹，未赴任，八月因甘肃巡按御史高推疏参，降一级。天啟五年（1625年）五月降補湖廣右布政使，六月復任順天府尹，六年二月升任刑部左侍郎，閏六月被削籍为民。崇禎三年（1630年）起任工部左侍郎。崇禎四年（1631年），升南京刑部尚書。

## 家族
父沈節甫，工部侍郎。兄沈淙、沈㴶。

## 轶事
秀水朱大启有《吊沈何山诗》：「术士俱传不死方，临期一着费商量。无生无死原无用，莫向留城学子房。」